# Recoropha canteneri
Recoropha canteneri är en fjärilsart som beskrevs av Philogène Auguste Joseph Duponchel 1833. Recoropha canteneri ingår i släktet Recoropha och familjen nattflyn. Inga underarter finns listade.